# 김호근
김호근(金虎根, 1951년 5월 5일 ~ )은 한국검정교과서 이사장이었다. 1971년부터 교육공직생활을 하셨고 2세 교육발전하였다.

## 학력
- 경북고등학교
- 영남대학교 경제학 학사
- 연세대학교 교육대학원 경제학 석사과정

## 주요 경력
- 교육인적자원부 산학협력과장
- 교육인적자원부 기획감사담당관(서기관)
- 교육인적자원부 직업교육정책과장
- 한국체육대학교 총무과장(부이사관)
- 군산대학교 사무국장(일반직고위공무원)
- 한국검정교과서 제16대 이사장

## 수상 경력
- 1996년 : 녹조근정훈장
- 2009년 6월 29일 : 홍조근정훈장